# Печки (Карачевский район)
Печки — деревня в Карачевском районе Брянской области России. Входит в состав Дроновского сельского поселения.

## География
Деревня находится в восточной части Брянской области, в зоне хвойно-широколиственных лесов, вблизи истока реки Вербник (приток Цона), к югу от автодороги Р120, на расстоянии примерно 18 километров (по прямой) к востоку-юго-востоку (ESE) от города Карачева, административного центра района. Абсолютная высота — 215 метров над уровнем моря.
Климат умеренно континентальный с теплым летом и умеренно морозной зимой. Годовое количество осадков — 500—600 мм. Средняя температура января составляет −8,6°, июля — +18,6°.
Часовой пояс
Деревня Печки, как и вся Брянская область, находится в часовой зоне МСК (московское время). Смещение применяемого времени относительно UTC составляет +3:00.

## Население
| 2010 | 2013 |
| ---- | ---- |
| 7    | →7   |

Половой состав
По данным Всероссийской переписи населения 2010 года в гендерной структуре населения мужчины составляли 42,9 %, женщины — соответственно 57,1 %.
Национальный состав
Согласно результатам переписи 2002 года, в национальной структуре населения русские составляли 100 % из 12 чел.

## Улицы
Уличная сеть деревни состоит из одной улицы (ул. Озёрная).